# Sergej Sklevicky
Sergej Sklevicky (Petrograd, 15. veljače 1916. – Zagreb, 20. siječnja 1996.), inženjer, prof. više škole. Radio je kao pomoćnik glavnoga direktora u zagrebačkom Inženjerskom birou. Bio je predavač na Višoj školi za organizaciju rada u Zagrebu, gdje je predavao predmete Studij rada i Zaštita na radu. Otac je hrvatske etnologinje Lydije Sklevicky. Zaslužan je za projekt "Ing Registar" zajedno s Petrom Fijom. Sklevicky je autor nekoliko knjiga i znanstvenih članaka, također je jedan od osnivača Inženjerskog biroa u Zagrebu.
Sklevicky je bio i glavni urednik časopisa "ING Sistem", koji je izlazio s podnaslovom "časopis za organizaciju i racionalizaciju poslovanja" u izdanju Udruženja za unaprjeđenje poslovanja, centrale Beograd.
U Inženjerskomu birou Sklevicky je osmislio sustav ustroja poslovanja, poznati "ING-sistem racionalne organizacije rada", čiji je razvoj počeo 1955. godine. Vladimir Vugrin opisuje taj sustav kao spoj Simensove škole i "batine" koji omogućava pravodobno knjigovodstveno izvješćivanje poslovodnih funkcija unutar poduzeća.

## Djela
- Sklevicky, Sergej. Organizacija osobne zaštite na radu, Zagreb, 1970.
- Sklevicky, Sergej. Logaritamsko računalo : za planiranje, normiranje i kontrolu proizvodnih procesa, Inženjerski biro, Zagreb, 1970. (P. o. iz časopisa Sistem; br. 4/5, 1970.)
- Sklevicky, Sergej. Organizacija poduzeća industrije obuće, Viša tehnička obućarska škola, Zagreb, 1976.
- Sklevicky, Sergej. Organizacija i tehnika rada financijskog knjigovodstva, Inženjerski biro, Zagreb, 1955.
- Sklevicky, Sergej. Utvrđivanje i obračun plaća u poduzeću, Inženjerski biro, Zagreb, 1955., 1956.
- Sklevicky, Sergej. Financijska funkcija poduzeća // Ekonomski pregled, Zagreb, 1955., sv. 6, str. 887-893.
- Sklevicki, Sergej. Ekonomika industrijskog poduzeća, Zagreb, 1961.